# 巴西角莖鱂
巴西角莖鱂，為輻鰭魚綱鯉齒目鯉齒亞目花鳉科的其中一種，分布於南美洲巴西Baia de Guaratuba、Baia de Paranaguá的沿岸淡水流域，體長可達2.6公分，屬雜食性，生活習性不明。

## 擴展閱讀
維基物種上的相關：巴西角莖鱂